# Plaza Denfert-Rochereau
La plaza Denfert-Rochereau (en francés: la place Denfert-Rochereau) es una plaza parisina situada en el XIV Distrito. Debe su nombre al militar francés Pierre Philippe Denfert-Rochereau conocido por su heroica defensa de la ciudad de Belfort durante la Guerra Franco-Prusiana.

## Historia
Fue el 9 de agosto de 1760, cuando se ordenó la creación de un tramo de la plaza situado dentro de los límites del muro de los Fermiers généraux, muralla cuyo único fin era determinar a partir de que sitio era obligatorio el pago del octroi, un impuesto que gravaba las mercancías que entraban en la ciudad.
En 1789, se decidió completar la plaza creando el tramo situado fuera de los límites de la muralla. La apertura que permitía cruzar el muro a la altura de la plaza recibió el nombre de Barrière d'Enfer. Claude Nicolas Ledoux fue el encargado de construir los dos edificios, que aún perduran, que formaban esa barrera y que se encargaban de cobrar el tributo. 
Mediante Ley, el 18 de junio de 1859, los límites de la ciudad fueron movidos hasta el Muro de Thiers lo que llevó a la destrucción de la muralla anterior. 
Llamada inicialmente Place d'Enfer, en 1879 la plaza recibió su actual denominación aprovechando la perfecta homonimia existente con el apellido Denfert. 
El 23 de agosto de 2004 un tramo céntrico de la plaza de una decena de metros pasó a llamarse avenida del Coronel Henri Rol-Tanguy.

## Descripción
La plaza tiene un diseño rectangular compuesto por tres pequeños jardines públicos (square de l'Abbé-Migne, square Jacques-Antoine y el square Claude-Nicolas-Ledoux), una estatua y los dos edificios  construidos por Claude Nicolas Ledoux para cobrar el octroi y que figuran en el catálogo de Monumentos Históricos. 
La céntrica estatua es una réplica de menor tamaño del León de Belfort, obra monumental situada en la ciudad de mismo nombre que simboliza la resistencia ofrecida por las tropas de Pierre Philippe Denfert-Rochereau frente al ejército alemán durante el asedio de la ciudad en entre diciembre de 1870 y febrero de 1871).
La entrada a las Catacumbas de París se encuentra en esta plaza.
Usada hoy por la línea B de la red de trenes de cercanía de la ciudad, la estación de Denfert-Rochereau situada en la plaza es la más antigua que se conserva en París. Tiene su origen en la línea de Sceaux que unía la ciudad con la localidad de Sceaux.

## Calles que convergen a la plaza
Siete son, principalmente, las vías que llegan hasta la plaza:
- La avenida del Général-Leclerc
- La avenida Denfert-Rochereau
- El bulevar Arago
- El bulevar Raspail
- El bulevar Saint-Jacques
- La avenida René-Coty
- La calle Froidevaux.